# Додро
Додро (гал. Dodro, ісп. Dodro) — муніципалітет в Іспанії, у складі автономної спільноти Галісія, у провінції Ла-Корунья. Населення — 3029 осіб (2009).
Муніципалітет розташований на відстані близько 490 км на північний захід від Мадрида, 77 км на південь від Ла-Коруньї.
Муніципалітет складається з таких паррокій: Додро, Лаїньйо, Сан-Шоан-де-Лаїньйо.

## Демографія
Динаміка населення (INE ):

## Галерея зображень

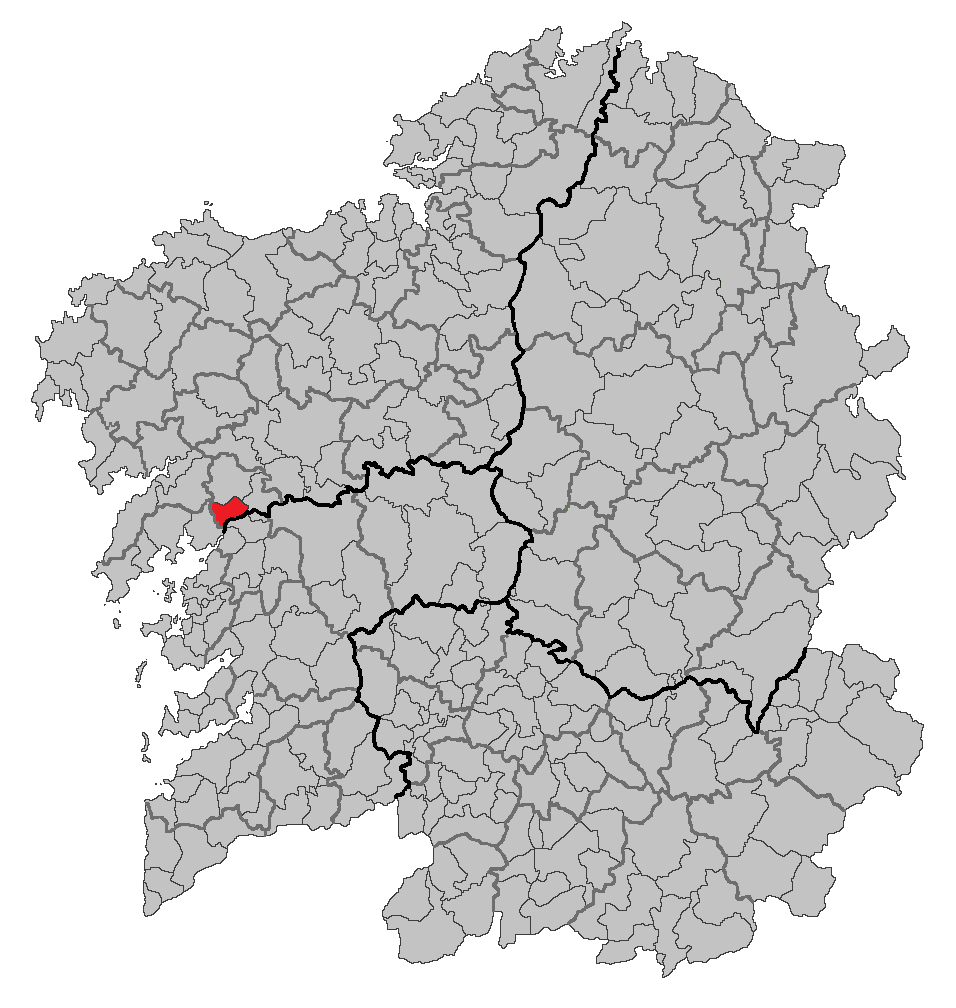
Розташування муніципалітету